# Nederlands Genootschap voor Godsdienstwetenschap
Het Nederlands Genootschap voor Godsdienstwetenschap (NGG) is de officiële Nederlandse beroepsvereniging voor professionals met een achtergrond in de academische studie van religie. Het netwerk van het NGG bestaat uit wetenschappers, promovendi, masterstudenten en andere professionals zoals journalisten en docenten. 
Het NGG streeft ernaar om ruimte te bieden voor netwerkactiviteiten, voor academische discussies, voor het ontwikkelen en verspreiden van nieuwe ideeën en projecten, en voor het aanmoedigen van interactie tussen gevestigde en nieuwe professionals die werkzaam zijn op verschillende terreinen in het veld. Om dit te bereiken, organiseert het NGG twee-jaarlijkse conferenties, jaarlijkse Spring Meetings, ondersteunt het verschillende werkgroepen en is het actief in het stimuleren van het werk van masterstudenten en promovendi door het uitreiken van de Young Scholar Awards.

## Geschiedenis
Het NGG is een van de oudste nationale organisaties voor de studie van religie wereldwijd. Het werd opgericht in 1947 op initiatief van Gerardus van der Leeuw (1890–1950), hoogleraar Fenomenologie van de Godsdiensten aan de Rijksuniversiteit Groningen sinds 1918. In 1945 werd Van der Leeuw minister van Onderwijs, Kunsten en Wetenschappen in de eerste Nederlandse regering na de Tweede Wereldoorlog. Hij speelde een sleutelrol in de herstructurering van het hoger onderwijs in de naoorlogse periode. In het archief van Van der Leeuw in de Universiteitsbibliotheek van Groningen wordt vermeld dat hij de oprichting van het NGG beschouwde als een noodzakelijke stap om een solide institutionele basis te bieden voor godsdienstwetenschappers om een interdisciplinaire dialoog aan te gaan. 
Aanvankelijk stond de afkorting NGG voor Nederlands Genootschap van Godsdiensthistorici, maar later werd de naam veranderd naar de huidige vorm om het interdisciplinaire karakter van de godsdienstwetenschap tot uitdrukking te brengen. 
Het NGG speelde een cruciale rol bij de oprichting van de International Association for the History of Religion (IAHR). In 1950 was Nederland gastland voor het internationale congres in Amsterdam, waarbij de IAHR institutioneel werd opgericht, met Gerardus van der Leeuw als eerste voorzitter. Het NGG is daarnaast lid van de European Association for the Study of Religions (EASR).